# 妻木頼忠
妻木 頼忠（つまき よりただ）は、戦国時代の武将。美濃国土岐郡妻木城主（第13代目）。妻木貞徳の嫡男で、妻木広忠の孫（寛政重修諸家譜の記述から広忠と貞徳の血縁を否定する説もある）。子に妻木頼利。江戸幕府成立後は7,500石の交代寄合となった。

## 生涯

### 森家に服する
天正10年（1582年）本能寺の変の後に起きた山崎の戦いで祖父の広忠が自刃し、織田信長の馬廻であった父の貞徳も美濃国妻木村で隠居したため、頼忠が妻木城を継ぐことになった。
その頃、森長可が可児郡、加茂郡内の反抗する勢力の掃討を開始。これを平定した森長可は更に土岐郡、恵那郡にも侵略の手を伸ばし、手始めに高山城主平井頼母に使者を送り、城を明け渡すように要求したが、これに応じなかったため自刃に追いこみ、その後肥田氏を入城させた。
次に妻木城にも使者を送ったが、頼忠は拒否したので森長可は豊前市之丞を総大将とした兵を妻木城に送った。頼忠は城の兵を集めて奮戦したが、勝てる見込みがなかったので和議にもちこみ、森長可の家臣になった。
この時、人質として2人の弟ら妻木一門らが金山城下への移住を強制されている。また、一時的に妻木城代は林為忠となっている。
天正12年（1584年）小牧・長久手の戦いの際に頼忠は森長可の家臣だったため豊臣秀吉側についた。愛知県春日井市と岐阜県多治見市の境にある内津峠に布陣した。この時、敵と交戦した際に麓にある町や内津神社などが焼失したという。
長可戦死後は跡を付いだ森忠政に仕えた。この頃、ある程度信任を得た頼忠は林為忠の高野城代転身に伴い妻木城代に復している。
慶長5年（1600年）の森忠政の信濃国川中島転封には同行せず美濃に残り、変わらず妻木城を領した。その後、弟の吉左衛門を関東の徳川家康のもとに遣わして東濃の形勢を報告するとともに、あくまで味方することを伝え、子の水主を人質として送った。また度々書状を交わし、上方の情報収集など諜報活動を行った（関ヶ原合戦前後の徳川家康文書も参照）。

### 東濃の戦い
当時岩村城代であった田丸主水は岩村近辺の庄屋を集め、自分に味方すれば知行を増やすと誘い300石、500石の墨付を与えた上で人質を取った。しかし岩村城だけで兵士を出すのは不便と思い、土岐、高山の両方に砦を築き、これにより東軍を追い払おうとした。
これを聞いた頼忠は、高山村・浅野村・大富村・久尻村あたりの百姓たちに「今度、田丸方に味方するならば、家康から討手が差し向けられるのは必定である。またこちらに付けば、田丸方から人質を取りに来るであろう。早速、注進せよ。その時には当方から討手を差し向けるから」と触れさせた。(妻木戦記・老人物語)
間もなく、曽木村より田丸の臣が来たと注進があった。
慶長5年(1600年)8月12日、頼忠は、山神(日東)久右衛門惟定、土本角右衛門兄弟を召し出して曽木村へ出陣させた。山神らは田丸勢と勇ましく戦い、山神惟定の太刀先鋭く、多くの敵を手負いさせ2騎の首を討ち取った。そこで惟定は帰陣して戦勝を妻木頼重に報告して賞された。それから8日ほどして、田丸勢が柿野村に侵入したと注進があった。那須作蔵と中垣助右衛門を大将として派遣し、これを討たせた。妻木勢は町家に火をかけて戦いを挑んだところ、田丸勢は後ろの山に駆け上がり鉄砲を撃った。那須作蔵は槍を持って敵陣に馳せ入り多くの敵を討ち取ったが、中垣助右衛門の道具持ちが１人討たれた。この時に山神(日東)が横から鉄砲を射ち掛けたから、田丸勢は不意を突かれて逃げ去った。(妻木戦記)
頼忠は東軍に属して戦うと決めて戦闘態勢を整えていたところ、田丸方から攻撃してきたので、結果として勝利することができた。
同年、関ヶ原の戦いの前哨戦の(東濃の戦い)の際には徳川家康側につき、頼忠はこの地域を守るよう命じられ、父である妻木貞徳と共に岩村城代の田丸主水と戦った。頼忠は兵40人に鉄砲を持たせ加藤を総大将として土岐口追沢砦山に陣を取って守らせた。田丸方では土岐口に押し入り人質を取りに来たが、砦山の様子を見て逃げ返った。
田丸直昌の家臣である田丸主水は妻木城から近い所に砦を築き、諸将の行動を封じ鎮圧しようと試みたが、頼忠は岩崎城主である丹羽氏次らを誘って田丸領の各所に放火して対抗し、高山城の城攻めを図ったが、田丸軍は高山城に火を放ち土岐砦へ退却して立て籠もった。
頼忠は田丸軍の退路を完全に遮断するため現在の瑞浪市寺河戸町付近に砦を築いた。
このほか、田丸領内である明知城と小里城は岩村城の支城となっていたので城番が居城していたが、元の城主である遠山利景、小里光親は徳川家や頼忠らの支援を受けて、まず明知城と小里城の攻撃を始めてその日に明知城を、翌日に小里城を奪回することに成功し、遠山利景、小里光親は城に戻ることができた。
その後、岩村城を攻めようとしたが、攻略難落の城なので苦戦していたが、しばらくすると関ヶ原の戦いが終わり、東軍の勝利によって岩村城主の田丸直昌は降伏し、岩村城を守備していた田丸主水は、遠山利景・遠山友政に岩村城を明け渡した。
その戦功により、慶長6年（1601年）に頼忠は徳川家康から土岐郡内の7,500石（妻木・下石・笠原・多治見・土岐口・高山・久尻・大富・浅野の一部の土岐郡内8ケ村）を所領として与えられ交代寄合となり、妻木城を廃し、山麓に妻木陣屋を築いた。
その後、佐和山城や加納城の普請奉行を務めた。大坂夏の陣では松平乗寿の隊に属し、戦功を挙げた。
元和9年（1623年）、59歳で没した。

### 知行所
【森氏家臣時代】『森長可柿野郷外妻木伝兵衛領地充行判物』天正11年(1583年)
妻木村、笠原村、下石村、土岐口村、大富村、久尻村、曽木村、細野村、柿野村、駄知村、高田村、矢梁村、河合村
【江戸幕府の交代寄合時代】
妻木村、笠原村、下石村、土岐口村、大富村、久尻村、高山村、浅野村（一部のみ）、多治見村
※中馬街道沿い（曽木・細野・柿野）を失い、石高としてもやや減っているため、関ケ原の戦いの論功行賞は妻木家にとって不満の残る内容だったと考えられる。

### 江戸屋敷
東京都港区西新橋3丁目　(現在の東京慈恵会医科大学の敷地内にあった。)